# Togarmadillo nigropunctatus
Togarmadillo nigropunctatus är en kräftdjursart som först beskrevs av Franz Martin Hilgendorf 1893A.  Togarmadillo nigropunctatus ingår i släktet Togarmadillo och familjen Armadillidae. Inga underarter finns listade i Catalogue of Life.